# Pyrenocollema
Pyrenocollema Reinke (pąklik) – rodzaj grzybów z typu workowców (Ascomycota). Ze względu na współżycie z glonami zaliczany jest do grupy porostów.

## Systematyka i nazewnictwo
Pozycja w klasyfikacji według Index Fungorum: Incertae sedis, Incertae sedis, Incertae sedis, Incertae sedis, Pezizomycotina, Ascomycota, Fungi.
Synonimy nazwy naukowej: Pseudarthopyrenia Keissl.
Nazwa polska według W. Fałtynowicza.

## Niektóre gatunki
- Pyrenocollema elegans R. Sant. 1992
- Pyrenocollema halodytes (Nyl.) R.C. Harris 1987 – pąklik solny
- Pyrenocollema montanum P.M. McCarthy & Kantvilas 1999
- Pyrenocollema orustense (Erichsen) A. Fletcher 1992
- Pyrenocollema pelvetiae (G.K. Sutherl.) D. Hawksw. 1988
- Pyrenocollema strontianense (Swinscow) R.C. Harris 1987
- Pyrenocollema tasmanicum P.M. McCarthy & Kantvilas 2000
- Pyrenocollema tichothecioides (Arnold) R.C. Harris 1980
- Pyrenocollema tremelloides Reinke 1895

Nazwy naukowe na podstawie Index Fungorum. Uwzględniono tylko taksony zweryfikowane. Nazwy polskie według W. Fałtynowicza.